# Romão Bermudes
Romão Bermudes (c. 760 -?) foi um príncipe das Astúrias, dado ser filho do rei Fruela I das Astúrias e neto do rei de Afonso I das Astúrias.